# Missa Mi-mi
La Missa Mi-mi une œuvre musicale pour chœur du compositeur franco-flamand Johannes Ockeghem composée au XVe siècle pour l'ordinaire de la messe. Elle est basée sur l'une des chansons du compositeur, intitulée Presque transi.

## Structure
La messe est écrite pour quatre voix et est structurée en cinq parties :
- Kyrie
- Gloria
- Credo
- Sanctus
- Agnus Dei